# Код для уничтожения
«Код для уничтожения» (англ. «Kill Switch») — 11-й эпизод 5-го сезона сериала «Секретные материалы». Премьера состоялась 15 февраля 1998 года на телеканале FOX.
Эпизод принадлежит к типу «монстр недели» и никак не связан с основной «мифологией сериала», заданной в первой серии.
Режиссёр — Роб Боумэн, автор сценария — известный писатель Уильям Гибсон, приглашённые звёзды — Брюс Харвуд, Дин Хаглунд, Том Брэйдвуд.
В США серия получила рейтинг домохозяйств Нильсена, равный 11,1, который означает, что в день выхода серию посмотрели 18,04 миллиона человек.
Главные герои серии — Фокс Малдер (Дэвид Духовны) и Дана Скалли (Джиллиан Андерсон), агенты ФБР, расследующие сложно поддающиеся научному объяснению преступления, называемые Секретными материалами.

## Сюжет
В данном эпизоде Малдер и Скалли расследуют гибель компьютерного гения в кафе во время наведенной неизвестным перестрелки между гангстерами. Агенты находят диск, который оказывается программой уничтожения для некого компьютера, который обладает высокоточным искусственным интеллектом. Агенты находят девушку-хакера, которая борется с этой программой, и отправляются на охоту за машиной, которая тоже охотится на агентов.